# Kuzinom, Rachel
A Kuzinom, Rachel (eredeti cím: My Cousin Rachel) 2017-ben bemutatott amerikai–brit romantikus filmdráma, amelyet Roger Michell írt és rendezett. A film alapjául Daphne du Maurier 1951-ben megjelent, My Cousin Rachel című regénye szolgált. A főbb szerepekben Rachel Weisz, Sam Claflin, Iain Glen, Holliday Grainger és Pierfrancesco Favino látható.
Az Amerikai Egyesült Államokban 2017. június 9-én mutatták be a mozikban.

## Cselekmény
Az 1830-as években egy fiatal árva, Philip, idősebb unokatestvére, Ambrose gondozásába kerül, aki saját fiaként neveli őt cornwalli birtokán. Annak ellenére, hogy a társadalom akkoriban nélkülözhetetlennek tartotta az anyai jelenlétet, Philip gyakorlatilag női befolyás nélkül nő fel, mígnem Ambrose egészségi állapota miatt melegebb éghajlatra, Firenzébe utazik. Fiatal felnőttként Philip gyámja, Nick Kendall gondjaira bízzák. Időközben levelekből megtudja, hogy Ambrose Firenzében feleségül vette távoli, özvegy rokonukat, Rachelt. Később Ambrose levelei egyre aggasztóbbá válnak: bizalmatlanságát fejezi ki az orvosi kezeléssel kapcsolatban. Philip Firenzébe utazik, ám csak Ambrose halálhírét kapja, Rachel pedig már elutazott. Bár Ambrose végrendelete alapján Philip örökli a teljes birtokot 25. születésnapján, meggyőződése, hogy Rachel megölte unokatestvérét, és bosszút esküszik Rachel barátjának, Rainaldinak.
Philip visszatér Cornwallba, és nem sokkal később értesül róla, hogy Rachel is oda érkezett. Bár eleinte elhatározza, hogy szembesíti őt gyanújával, amikor találkoznak, Philip megbabonázódik Rachel szépségétől, miközben együtt teáznak. Közös lovaglásokra indulnak, és Philip elutasítja korábbi gyanúját: elégeti Ambrose egyik vádaskodó levelét. Bár feszültség támad közöttük Rachel visszatérési szándéka miatt Firenzébe, a nő nem haragszik rá, és megcsókolják egymást. Rachel később elárulja, hogy Ambrose eltávolodott tőle, miután elvesztette közös gyermeküket. A kapcsolatuk egyre intimebbé és szeretetteljesebbé válik.
Rachel a karácsonyi ünnepségekre is marad. Nick megtudja, hogy Rachel súlyosan túlköltekezett, és figyelmezteti Philipet, hogy Firenzében hírhedt volt pazarló életmódjáról és érzékiségéről. Mindezek ellenére Philip elhatározza, hogy 25. születésnapja után, amikor már legálisan rendelkezhet a vagyonával, jelentős összeget ad át Rachelnek, mivel Ambrose végrendelete csak keveset hagyott rá. Születésnapja éjszakáján, éjfélkor — amikor hivatalosan is örökli a birtokot —, Philip felkeresi Rachelt a szobájában, ékszereket és egy rendkívül értékes gyöngysort ajándékoz neki. Rachel hálásan magához hívja Philipet, és lefekszenek egymással. Másnap reggel Rachel elolvassa Philip végrendeletét, melyben mindenét neki adja, és felkeresi az ügyvédet a részletek tisztázására. Visszatérte után találkoznak a közös erdei helyükön, ahol ismét lefekszenek, de ezúttal Rachel már kelletlenül, visszautasítóan viselkedik. Egy baráti vacsorán Philip bejelenti, hogy eljegyezték egymást, ám Rachel hevesen tagadja ezt. Később négyszemközt közli vele, hogy csak hálából feküdt le vele, nem viszonozza az érzéseit, és továbbra is csak egy éretlen fiúnak tekinti. Heves vita alakul ki közöttük, Rachel pedig félni kezd Philip viselkedésétől.
Nem sokkal később Philip megbetegszik. Gyógyulása során újra gyanakodni kezd Rachelre, különösen a "gyógyteákra", amelyeket Ambrose-nak is készített. Egy nap azt javasolja, hogy Rachel lovagoljon el arra a tengerparti ösvényre, ahonnan fókákat lehet látni a sziklákon — egy veszélyes útvonal, ahol korábban Philip majdnem életét vesztette egy balesetben. Rachel lelkesen indul útnak lóháton, Philip pedig figyeli, ahogy eltűnik a távolban.
Ő és Nick lánya, Louise átkutatják Rachel holmiját bizonyítékok után kutatva, ám csak azt fedezik fel, hogy Rainaldi valójában meleg volt, tehát sosem volt viszonya Rachellel, ahogy mindenki hitte. Philip elkezdi újragondolni, hogy talán tévesen ítélte meg Rachelt, és rádöbben: ő maga irányította a nőt arra az ösvényre, ahol korábban majdnem halálos balesetet szenvedett. Azonnal elindul megkeresni, de már túl késő – Rachel valóban halálos balesetet szenvedett azon a tengerparti sziklák menti úton.
Évekkel később Philip, immár Louise férjeként és két gyermek apjaként, továbbra is Rachel emlékének árnyékában él, gyötörve attól a gondolattól, hogy talán soha nem tudja meg az igazságot: ártatlan volt-e Rachel. Kínzó migrénrohamoktól szenved, és különösen érzékeny az erős fényekre és hangokra – minden tünete Rachel halála után kezdődött.

## Szereplők
| Színész              | Szerep         | Magyar hang        |
| -------------------- | -------------- | ------------------ |
| Rachel Weisz         | Rachel Ashley  | Hámori Eszter      |
| Sam Claflin          | Philip         | Szatory Dávid      |
| Iain Glen            | Nick Kendall   | Epres Attila       |
| Holliday Grainger    | Louise Kendall | Csuha Bori         |
| Tim Barlow           | Seecombe       | Horányi László     |
| Andrew Havill        | Pascoe lelkész | Rosta Sándor       |
| Poppy Lee Friar      | Mary Pascoe    | Czető Zsanett      |
| Tristram Davies      | Wellington     | Király Adrián      |
| Vicki Pepperdine     | Mrs. Pascoe    | Menszátor Magdolna |
| Bobby Scott Freeman  | John           | Szatmári Attila    |
| Pierfrancesco Favino | Rainaldi       | Mihályfi Balázs    |
| Simon Russell Beale  | Couch          | Gyabronka József   |

### Magyar változat
- Bemondó: Welker Gábor
- Magyar szöveg: Boros Karina
- Hangmérnök: Fék György
- Vágó: Kajdácsi Brigitta
- Gyártásvezető: Kablay Luca
- Szinkronrendező: Dóczi Orsolya

A szinkront a Mafilm Audio Kft. készítette el.

## A film készítése
A film Daphne du Maurier több művének egyik legújabb feldolgozása. 2015 januárjában a Fox Searchlight leszerződtette Roger Michellt a film rendezésére és a forgatókönyv megírására. Ez az első mozifilmes adaptációja a My Cousin Rachel című regénynek az 1952-es My Cousin Rachel című film óta.
A forgatókönyv írása közben Michell úgy becsülte, hogy du Maurier a történetet az 1830-as évekbe helyezte, mivel nem szerepelnek benne vasutak, de vannak csatornák. Úgy vélte, ő maga már ismerősen mozog ebben a korszakban, mivel korábban Jane Austen Meggyőző érvek című regényéből készített filmet 1995-ben. A különbség szerinte az, hogy du Maurier története sokkal erősebben foglalkozik a szexualitással, mint Austen művei.

### Forgatás
A forgatások 2016. április 4-én kezdődtek, és tavasz folyamán Angliában és Olaszországban zajlottak. Roger Michell Alice Normington látványtervezővel együtt választotta ki a forgatási helyszíneket South Devon, Oxfordshire és Surrey területén, a különböző helyszíneket pedig úgy kombinálták, hogy egy idealizált környezetet alkossanak. Surrey-ben a forgatás a 16. századi West Horsley Place kúriában zajlott, amely Bamber Gascoigne tulajdonában van. Michell szerint azért esett a választás erre az épületre, mert „élő és nyers szelleme” van. A devoni Flete birtokon vették fel a tengerparti, lovaglós és sziklafalakat ábrázoló jeleneteket.